# Marisol (Vorname)
Marisol [ma.ri.ˈsɔl] ist ein weiblicher Vorname.

## Herkunft und Bedeutung
Für den spanischen Namen Marisol existieren drei Herleitungen:
- Kurzform des marianischen Namens María del Sol „Maria von der Sonne“[1][2][3]
- Kurzform des marianischen Namens María de la Soledad bzw. María Soledad „Maria der Einsamkeit“[1][3]
- vom Spanischen mar y sol „Meer und Sonne“[3]

## Verbreitung
Der Name Marisol war in Spanien von den 1940er bis in die 2000er Jahre hinein geläufig, zählte jedoch nie zu den beliebtesten Frauennamen. In den 1960er Jahren erreichte die Popularität des Namens mit Rang 189 ihren Höhepunkt.
In Mexiko stand der Name im Rang 2021 auf Rang 81 der Hitliste.
Auch in Italien ist Marisol ein geläufiger Frauenname. Seit 2007 fand er sich immer wieder unter den 200 beliebtesten Mädchennamen. Zuletzt belegte er in der Hitliste Rang 164.
Marisol zählte in den USA von 1969 bis 2009 zu den 500 meistgewählten Mädchennamen, erreichte jedoch lediglich im Jahr 1996 die Top-300 (Rang 235). Im Jahr 2023 belegte er Rang 784 der Vornamenscharts.
In Deutschland kommt der Name Marisol nur selten vor, zwischen 2010 und 2023 wurde er etwa 400 Mal als erster Vorname vergeben. Das durchschnittliche Alter einer deutschen Marisol beträgt 13 Jahre.

## Varianten
Neben Marisol existieren die Schreibweisen Marysol, Marizol sowie die isländische Variante Marísól.

## Namensträgerinnen
- Marisol (* 1948), spanische Sängerin und Schauspielerin
- Marisol Argueta de Barillas (* 1968), salvadorianische Politikerin
- Marisol Ayuso (* 1943), spanische Theater-, Fernseh- und Filmschauspielerin
- Marisol Casado (* 1956), spanische Sportfunktionärin
- Marisol Escobar (1930–2016), US-amerikanische Bildhauerin venezolanischer Herkunft
- Marisol Espinoza (* 1967), peruanische Politikerin
- Marizol Landázuri (* 1992), ecuadorianische Sprinterin
- Marisol Misenta (* 1972), argentinische Illustratorin, Kinderbuchautorin und Sängerin
- Marisol Nichols (* 1973), US-amerikanische Schauspielerin
- Marisol Romero (* 1983), mexikanische Langstreckenläuferin
- Marisol Touraine (* 1959), französische Politikerin (PS), Mitglied der Nationalversammlung, Ministerin
- Marisol Valles (* 1990), mexikanische Polizistin, Polizeichef in Guadalupe (Chihuahua)

Weiterer Vorname
- Laurena Marisol Lehrich (* 2005), deutsche Schauspielerin
- Tatyana Marisol Ali (* 1979), US-amerikanische Schauspielerin und Sängerin